# Myotis albescens
Myotis albescens је врста слепог миша из породице вечерњака (лат. Vespertilionidae).

## Распрострањење
Врста има станиште у Аргентини, Боливији, Бразилу, Венецуели, Гвајани, Гватемали, Еквадору, Колумбији, Мексику, Никарагви, Панами, Парагвају, Перуу, Суринаму, Уругвају и Хондурасу.

## Станиште
Врста Myotis albescens има станиште на копну.

## Угроженост
Ова врста није угрожена, и наведена је као последња брига јер има широко распрострањење.

### Популациони тренд
Популација ове врсте је стабилна, судећи по доступним подацима.